# Preseglie
Preseglie är en ort och kommun i provinsen Brescia i regionen Lombardiet i Italien. Kommunen hade 1 533 invånare (2018).